# Наґанохара

36°33′8″ пн. ш. 138°38′15″ сх. д. / 36.55222° пн. ш. 138.63750° сх. д.
Наґаноха́ра (яп. 長野原町, ながのはらまち, МФА: [naganohaɾa mat͡ɕi̥]) — містечко в Японії, в повіті Аґацума префектури Ґумма. Станом на 1 жовтня 2007 площа містечка становила 133,93 км². Станом на 1 серпня 2008 населення містечка становило 6247 осіб.